# Црква Свете Петке у Сечаници
Црква Свете Петке у Сечаници, насељеном месту на територији градске општине Црвени крст, припада Епархији нишкој Српске православне цркве. Подигнут је на месту старијег храма око 1905. године, када је освећен и посвећен Светој Петки.

## Историјат
Према предању црква потиче из немањићког периода, а порушена је у турским освајањима. Исто предање каже, да је храм обновио неки Турчин, у знак захвалности што је његов слепи син прогледао, када се умио на чудотворном извору свете Петке, који и данас постоји и налази се недалеко од храма. Овај храм су Турци порушили у српско- турском рату 1877. године. 
Црква је обновљена 1905. године на темељима овог старије цркве. Осветио је епископ нишки Никанор. Обновљена је 2002. године и поново освећена од стране епископа нишког Иринеја.